# 液量オンス
液量オンス（fluid ounce, 記号:fl oz）は、ヤード・ポンド法における体積の単位である。日本の計量単位令では、「液用オンス」の語を用いている。
質量1常用オンスの水の体積に由来するものであるが、アメリカとイギリスでその値は異なっている。また日本の計量単位令では僅かに異なる定義をしている。
イギリスの液量オンスは、英ガロンの160分の1であり、液量ドラムの8倍である。よって、正確に28.413 0625ミリリットルである。また、約1.734立方インチである。1英液量オンスの水の質量はほぼ1常用オンスである。
アメリカの液量オンスは、米液量ガロンの128分の1である。米液量ガロンは、正確に231立方インチであるので、米液量オンスは231/128立方インチ = 正確に1.804 6875立方インチであり、正確に29.573 529 5625ミリリットルである。ただし、栄養表示に使用する場合は、1液量オンスは正確に30ミリリットルとすることが法律(21CFR101.9(b)(5)(viii))で定められている。1米液量オンスの水の質量は約1.04常用オンスである。
日本の計量法の下の計量単位令別表7は、ヤード・ポンド法の単位を定めているが、そこでは次のように定義しており、英米の法定定義とは異なっている。特に英液用オンスの値は、イギリスの法定定義の数値の小数5位を四捨五入すると、28.4131 mLとなるはずである。
- 1 米液用オンス = 正確に 29.5735 mL　（アメリカの法定では、正確に 29.573 529 5625 mL）
- 1 英液用オンス = 正確に 28.4134 mL  （イギリスの法定では、正確に 28.413 0625 mL）
- 1 ガロン = 正確に 3.785 412 L　　（アメリカの法定では、正確に 3.785 411 784 L[4]）

## 慣用

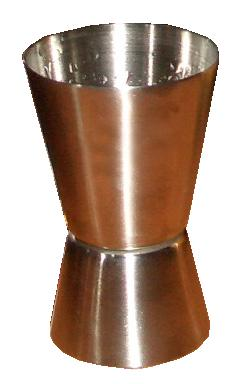
1ジガーを計るカップ

液量オンス（計量法上は「液用オンス」）は日本ではあまり使われることのない単位であるが、酒類の計量において、1液量オンスを30ミリリットルと換算することがある。その場合もオンスとは呼ばずに、30ミリリットルの整数倍もしくは分数倍相当のミリリットル数で呼ぶ。カクテルブックなどには、英米のものにはオンスの帯分数表示が使用されるが、日本のものでは、ミリリットル表記される。
通常、カクテルグラスの容量は、3液量オンスである。シェイカーを振って調酒するショート・ドリンクの場合、シェイカーには2液量オンスの材料と、氷を入れる。シェイクにより氷が溶け、カクテルグラスに注ぐと、ちょうど3液量オンスとなる。メジャー・カップは1液量オンスと1 1/2液量オンスの組み合わせとなっている。
ウィスキーでは1液量オンスをシングル、2液量オンスをダブルと呼称し、バーやパブで注文する際の量指定に使われる。基本的に英液量オンスが基準であるが、日本では1液量オンス＝30ミリリットルとして換算・表示される。カクテルでは1.5液量オンスをジガーと呼び、客に出すグラスではなくバーテンダーが使う計量カップとして存在する。
ショットグラスの容量は基本的に1英液用オンスである。ウィスキーのミニチュアボトルはダブルに合わせた約50mlが基準である。タンブラーグラスも液量オンスを基準とすることがあり、6オンス・8オンス・10オンス等がある。
30ミリリットルとすることにより、1/2, 1/3などの帯分数表示が 10, 15ミリリットルなどのきりの良い数字になる。（カクテルでは1ティースプーン (tsp) = 5ミリリットルなどの補助単位も使用されるが、きりが良く、整合性が保たれている。）
清涼飲料水の瓶などでもオンス表示はないものの、実質的にオンス単位の内容量を含む飲料が販売されている（ex.カナダドライ・セブンアップの207ml＝7オンス、チェリオの296ml＝10オンスなど。コカ・コーラのレギュラーサイズも190ml＝約6.5オンスである）。

## 引用
1. ↑  SCHEDULE, RELEVANT IMPERIAL UNITS, CORRESPONDING METRIC UNITS AND METRIC EQUIVALENTS, Capacity の fluid ounce　の項
2. ↑  NIST Handbook 44 - 2013 Edition, Appendix C – General Tables of Units of Measurement, Units of Capacity or Volume - Liquid Volume Measure, ページC-11
3. ↑  “計量単位令（平成4年政令第357号）別表第7”. e-Gov法令検索.   総務省行政管理局 (2017年4月1日). 2020年1月21日閲覧。
4. ↑  NIST Handbook 44 - 2013 Edition, Appendix C – General Tables of Units of Measurement, Units of Capacity or Volume - Liquid Volume Measure, ページC-12
5. ↑  ウイスキーでよく「シングル」「ダブル」「ジガー」などといいますが、それぞれどの位の量なのですか？ お客様センター サントリー